# إدوارد بولاند
إدوارد بولاند هو سياسي أمريكي، ولد في 1 أكتوبر 1911 في سبرينغفيلد في الولايات المتحدة، وتوفي بنفس المكان في 4 نوفمبر 2001. نشط حزبياً في الحزب الديمقراطي. وقد انتخب عضو مجلس نواب ماساتشوستس ‏ وانتخب عضو مجلس النواب الأمريكي ‏.